# Institut fédéral de volley-ball
L'Institut fédéral de volley-ball è una società pallavolistica femminile francese con sede a Tolosa: milita nel campionato di Ligue A.

## Storia
Nel 1980, la Federazione pallavolistica della Francia, decide di aprire una sezione di pallavolo femminile dell'INSEP di Parigi, per formare una squadra da far partecipare al campionato europeo under 19 1982. La squadra esordisce nella massima divisione francese nella stagione 1980-81, senza però essere conteggiata in classifica; nella stagione successiva chiude il campionato al secondo posto. Nella stagione 1984-85 partecipa alla Coppa CEV, venendo eliminata negli ottavi di finale dal CUS Parma. Successivamente viene retrocessa nelle serie inferiori.
Nel 2004 l'INSEP chiude la sezione di pallavolo femminile e la società muta il proprio nome in Institut fédéral de volley-ball con sede a Tolosa. Per formare una squadra nazionale per il torneo di pallavolo per i Giochi della XXXIII Olimpiade di Parigi, la federazione promuove la squadra in Ligue A a partire dalla stagione 2018-19.

## Rosa 2019-2020
| N° | Nome                 | Ruolo | Data di nascita   | Nazionalità sportiva |
| -- | -------------------- | ----- | ----------------- | -------------------- |
| 1  | Juliette Gelin       | L     | 2 novembre 2001   | Francia              |
| 2  | Jade Cholet          | S     | 1º luglio 2000    | Francia              |
| 3  | Manon Moreels        | S     | 22 marzo 2001     | Francia              |
| 4  | Emma Pomaret         | P     | 23 maggio 2002    | Francia              |
| 5  | Amélie Rotar         | O     | 24 ottobre 2000   | Francia              |
| 6  | Jade Defraeye        | C/O   | 22 marzo 2003     | Francia              |
| 7  | Emilie Respaut       | P     | 25 aprile 2003    | Francia              |
| 8  | Camille Massuel      | C     | 29 febbraio 2000  | Francia              |
| 9  | Eva Del Moral        | P     | 24 marzo 2002     | Francia              |
| 10 | Stella Vidaller      | L     | 2 ottobre 2002    | Francia              |
| 11 | Julie Henyo          | S     | 29 maggio 2002    | Francia              |
| 12 | Iva Davidović        | S     | 12 maggio 2000    | Francia              |
| 13 | Guewe Diouf          | S     | 15 giugno 2002    | Francia              |
| 14 | Marie Andriamaherizo | C     | 5 luglio 2001     | Francia              |
| 15 | Halimatou Bah        | S     | 21 dicembre 2003  | Francia              |
| 16 | Eva Elouga           | C     | 14 ottobre 1999   | Francia              |
| 17 | Hope Rakotozafy      | L     | 21 agosto 2003    | Francia              |
| 18 | Naomi Ngolongolo     | C     | 26 dicembre 2002  | Francia              |
| 19 | Leïa Ratahiry        | S     | 27 settembre 2002 | Francia              |
| 20 | Aminata Dia          | C     | 21 febbraio 2002  | Francia              |